# Lucio Calpurnio Fabato
Lucio Calpurnio Fabato  fue un équite romano del siglo I emparentado por matrimonio con Plinio el Joven.

## Familia y propiedades
Fabato fue el abuelo de Calpurnia, la tercera esposa de Plinio el Joven, y corresponsal de varias cartas de este. Sobrevivió a su hijo, suegro de Plinio, a quien erigió un pórtico en Como para preservar su memoria. Era propietario de una villa rústica en Campania llamada Villa Camilliana.

## Carrera
Conocemos su carrera a través de una inscripción honoraria de su lugar de origen, que se desarrolla de la siguiente forma:

L(ucius) Calpurnius L(uci) f(ilius) Ouf(entina) 
 Fabatus 
 VIvir IIIIvir i(ure) d(icundo) praef(ectus) fabr(um) 
 trib(unus) iterum leg(ionis) XXI Rapac(is) 4
 [pr]aef(ectus) cohortis VII Lusitan(orum) 
 [et] nation(um) Gaetulicar(um) sex 
 quae sunt in Numidia 
 [f]lam(en) divi Aug(usti) patr(onus) munic(ipii) 8
 t(estamento) f(ieri) i(ussit)

Su cursus honorum ecuestre empezó dentro de su municipio, como seviro del culto imperial, como cuatorviro municipal y como praefectus fabrum o prefecto de los obreros de su localidad, puesto que solía sustituir a la prima militia de la carrera regular ecuestre; este comenzó como tribuno militar por dos años en la legio XXI Rapax en su base de Vindonissa (Windisch, Suiza) en el distrito militar de Germania Superior, para ser transferido como praefectus cohortis al mando de la Cohors VII Lusitanorum en Numidia, supervisando al tiempo a las seis tribus que constituían el pueblo de Gétulos. 
En el año 64 fue acusado por informadores sobornados de estar al tanto de las actividades de Junia Lépida, esposa de Cayo Casio Longino. Mediante la apelación al emperador Nerón, el juicio fue pospuesto y finalmente desestimado.
Terminada su carrera militar, fue elegido flamen de Augusto y patrono de su municipio, en el que falleció en 112.